# ایدن آیل (لوئیزیانا)
ایدن آیل (به انگلیسی: Eden Isle) شهری در ایالت لوئیزیانا کشور ایالات متحده آمریکا است که جمعیت آن در سرشماری سال ۲۰۱۰ میلادی، ۷٬۰۴۱ نفر بوده‌است.